# Jabłonków
Jabłonków (cz. Jablunkov, niem. Jablunkau) – miasto w Czechach, w kraju morawsko-śląskim, w powiecie Frydek-Mistek. Leży w regionie Śląska Cieszyńskiego, na tzw. Zaolziu, kilka kilometrów od granicy z Polską i jest najbardziej wysuniętym na wschód miastem w Czechach.

## Nazwa
Istnieją trzy wersje pochodzenia nazwy Jabłonków:
1. Od drzewa owocowego „jabłonka”. Według legendy miejscowość powstała w miejscu gdzie rosła jabłoń a obok niej stała studzienka, przy której zatrzymywały się karawany kupieckie[3].
2. Od słowa „jablan”, które oznacza jawor. Drzewa te rosły bowiem w dużej ilości na terenie dawnego Jabłonkowa i w jego okolicy[3].
3. Od łacińskiego słowa gabella lub gablum co w tłumaczeniu oznacza podatek. Miejscowość bowiem leżała przy granicy z Węgrami, a przejeżdżający tędy kupcy płacili "podatek" (formalnie cło) od towaru[3].

W dokumentach historycznych pojawia się nazwa Jabluncza (1436), Jablunka (1447), w Jablonkowie (1496), miasteczko Jablunkow (1523), od Jablonkowa (1606), za Jablunkowem (1643), in oppido Jablonkow (1652), in oppido Jablonka (1688), Jablunkau (1736, 1804), Jabłonków, Jablunkov, Jablunkau (1900). W roku 1613 śląski regionalista i historyk Mikołaj Henel z Prudnika wymienił miejscowość w swoim dziele o geografii Śląska pt. Silesiographia podając jej łacińskie nazwy: Jabelunka, Iabluncka.

## Geografia

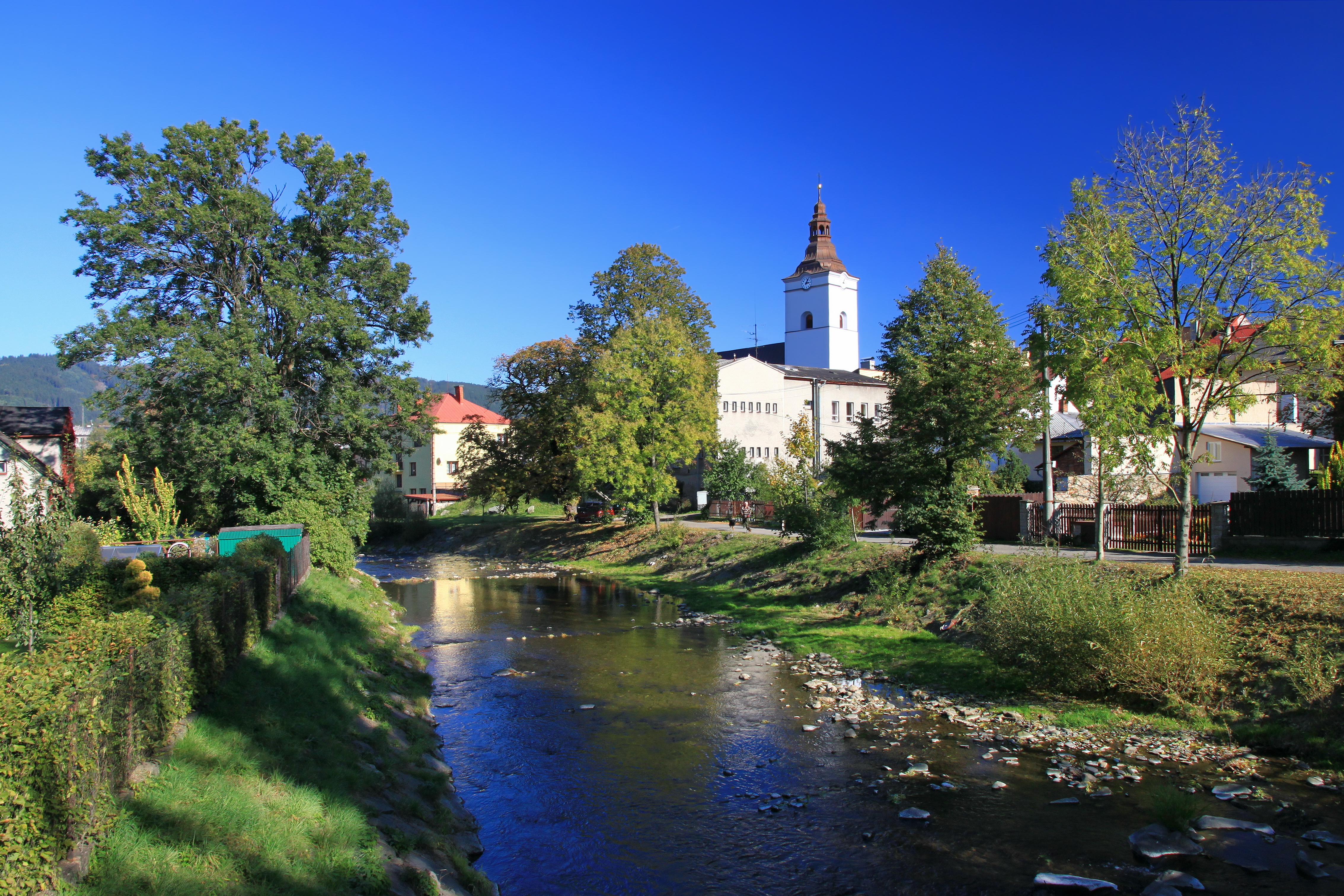
Rzeka Łomna w Jabłonkowie

Jabłonków leży w mezoregionie Rów Jabłonkowski (cz. Jablunkovská brázda), pomiędzy pasmem Beskidu Śląskiego na wschodzie i Beskidu Morawsko-Śląskiego na zachodzie, na północ od Przełęczy Jabłonkowskiej. Swoimi wschodnimi krańcami sięga już stoków gór Beskidu Śląskiego, na południowych obrzeżach zaś opiera się o Międzygórze Jabłonkowskie (cz. Jablunkovské mezihoří) (według nowej regionalizacji fizycznogeograficznej Polski: Międzygórze Jabłonkowsko-Koniakowskie). Najbliższymi szczytami górskimi są Girowa, Kozubowa i Bagieniec. Miasto położone jest nad rzekami Olzą i jej dopływem Łomną.

## Historia

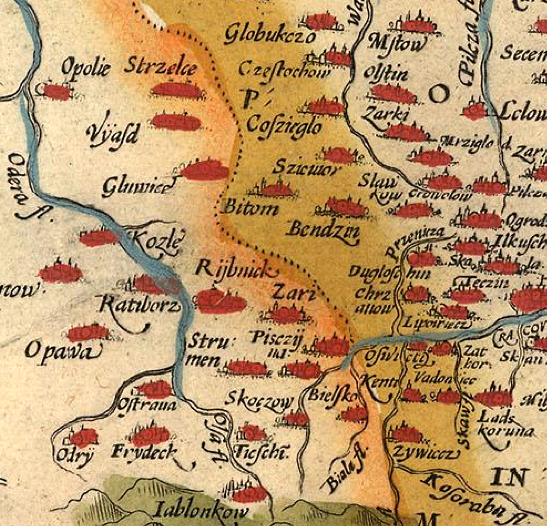
Jabłonków na mapie Wacława Grodzieckiego wydrukowanej w 1592 roku.

Pierwsza wzmianka o Jabłonkowie pochodzi z roku 1435 (akt erekcyjny gminy Nawsie). Po raz kolejny został wzmiankowany w 1447 roku jako Jablonka, pośród innych parafii archiprezbiteratu (dekanatu) w Cieszynie, w spisie świętopietrza sporządzonym przez archidiakona opolskiego Mikołaja Wolffa w 1447 r.. W tym samym roku w czasie najazdu węgierskiego został złupiony i wypalony gródek Jabłonków, istniejący od XIII wieku na terenie dzisiejszego Gródka, ok. 4 km na północ od dzisiejszego Jabłonkowa. Po tym zdarzeniu nowy Jabłonków powstał w obecnym miejscu: u ujścia Łomnej do Olzy.

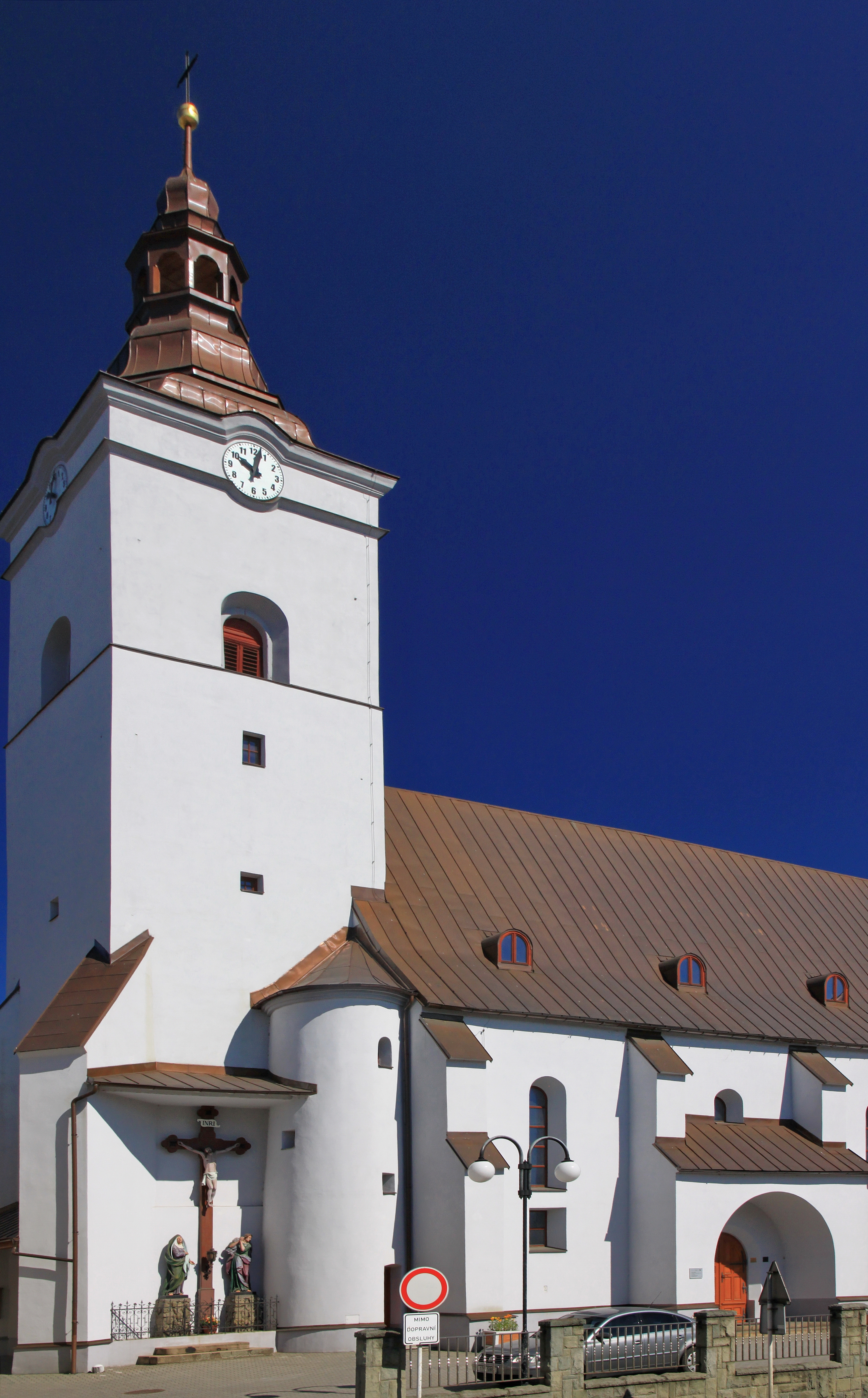
Kościół parafialny pw. Bożego Ciała

Miasto zostało założone w typowym układzie kolonizacyjnym, z centralnie położonym prostokątnym rynkiem (obecnie Rynek Mariacki – czes.: Mariánské náměstí), otoczonym dość regularną siatką ulic. Nieopodal rynku postawiony został również nowy kościół. W 1496 roku Jabłonków odwiedził książę cieszyński Kazimierz II. Jako miasto występuje w dokumentach od 1532 roku. 6 maja 1560 r. otrzymało ono od księcia Wacława III Adama intratne przywileje: warzenia piwa we własnym browarze i wyłącznego jego wyszynku we wszystkich miejscowościach od Bystrzycy po Bukowiec, wyszynku sprowadzanego z Węgier wina oraz cotygodniowych, odbywających się co wtorek targów czy prawo do posiadania młyna. Według kronik książęcych, w 1577 roku w Jabłonkowie było 41 domów, a gęstość zaludnienia wynosiła 2,8 osoby na 1 km². W 1583 r. księżna cieszyńska Sydonia Katarzyna wyraziła zgodę na zakładanie cechów rzemieślniczych. 18 sierpnia 1596 roku książę cieszyński Adam Wacław potwierdził oraz poszerzył prawa miejskie Jabłonkowa. W 1599 roku Jabłonków i okolice nawiedziła tzw. zaraza morowa (dżuma), podczas której zmarli m.in. pastorowie kościoła Bożego Ciała, który kilka lat wcześniej został przejęty przez ewangelików, a w 1615 roku zwrócony katolikom. Epidemia dżumy ponownie nawiedziła Jabłonków w 1623 roku, zmarły podczas niej 172 osoby. Na pamiątkę tych wydarzeń i celem uchronienia się przed kolejnymi epidemiami dżumy, na rynku w Jabłonkowie w 1655 roku postawiono tzw. kolumnę morową poświęconą Matce Boskiej Niepokalanej. Nie uchroniło to jednak mieszkańców przed epidemiami cholery, które co kilkadziesiąt lat nawiedzały miasto: w 1740, w 1835 i w 1871. Jabłonków pustoszyły także pożary, jak te z 1629 i z 1706 roku.

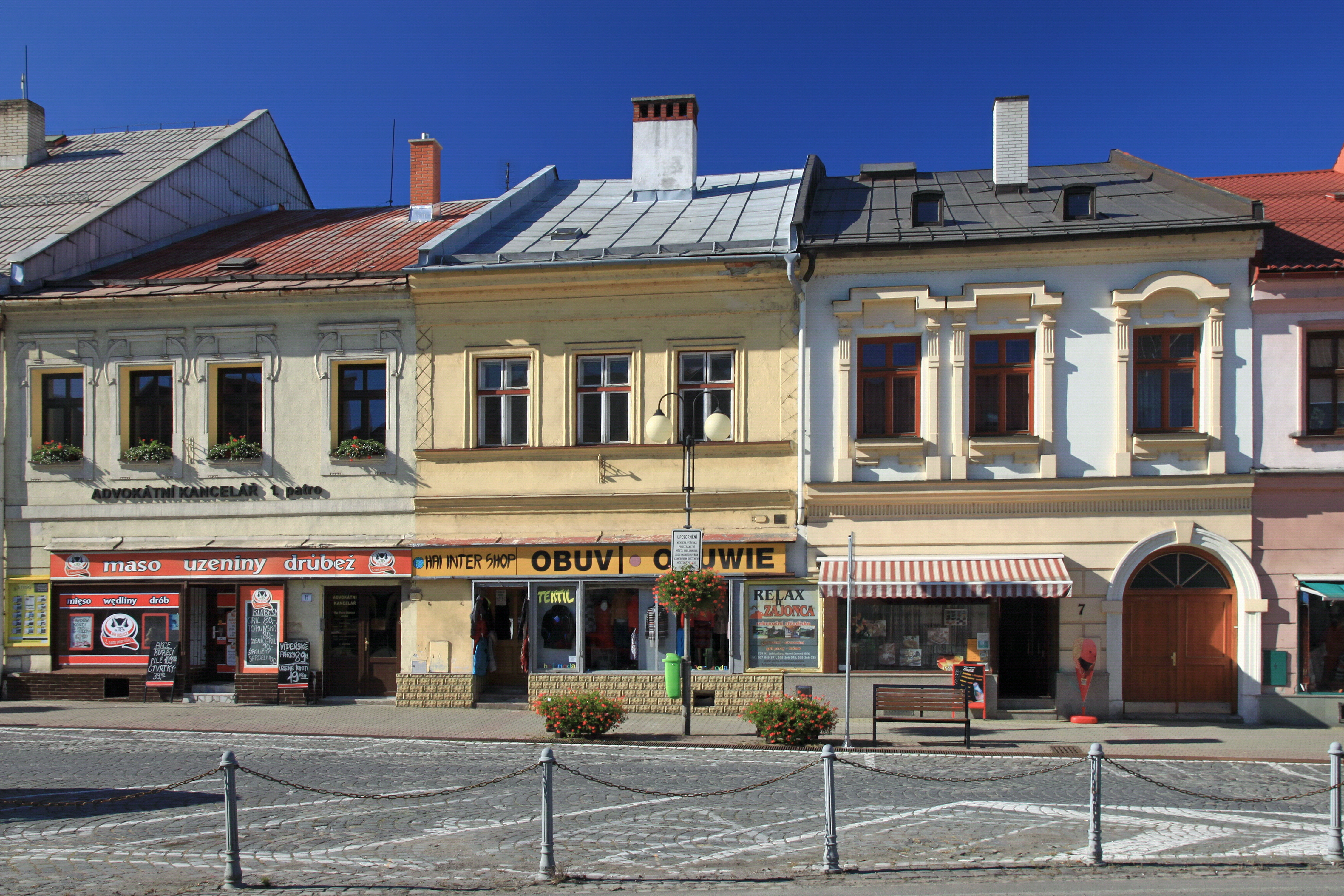
Kamienice na Rynku Mariackim

Położenie miasta u stóp Przełęczy Jabłonkowskiej sprzyjało jego rozwojowi. Przez przełęcz, a następnie doliną Olzy wiódł bowiem szlak handlowy z Węgier, który przez Cieszyn, Frysztat i Bogumin prowadził do Wrocławia. Od znacznych ilości miedzi, przewożonej nim od początku XVI w. z rejonu Bańskiej Bystrzycy, zwany był „miedzianym”. W późniejszych czasach w mieście zatrzymywali się także kupcy udający się przez Istebną i Żywiec do Krakowa. Dzięki temu Jabłonków rozwinął się jako lokalne centrum handlowe i rzemieślnicze, nastawione z jednej strony na obsługę ruchu tranzytowego, a z drugiej - okolicznych wsi. Od 1639 roku odbywały się tu targi, na które przybywali nie tylko mieszkańcy Księstwa Cieszyńskiego, ale także kupcy z tzw. Górnych Węgier (dzisiejszej Słowacji) i Moraw.
W trakcie wojny siedmioletniej (1756–1763) wojska pruskie trzykrotnie zajmowały Jabłonków. W 1762 roku wzięły do niewoli córkę burmistrza, a z tym wydarzeniem związana jest historia patrona miasta. Gdy wojska pruskie opuściły miasto, 24 kwietnia Jabłonkowianie ruszyli w pościg za nimi, po walce odebrali córkę burmistrza i powrócili do miasta, do kościoła. Na pamiątkę tego wydarzenia ustanowiono św. Jerzego patronem Jabłonkowa, gdyż 24 kwietnia święci się pamiątkę tego świętego męczennika.
Oprócz handlu, zwłaszcza po wprowadzeniu przez Habsburgów w połowie XVII w. wysokich ceł (komora celna była m.in. w Jabłonkowie), rozwijało się rzemiosło, głównie tkactwo. Za potokiem Łomna, na północ od centrum Jabłonkowa, powstała wówczas osada tkaczy o nazwie Biała (zwana inaczej Biała Książęca, Zamkowa lub Jabłonkowska), która przyłączona została do Jabłonkowa w XIX wieku. Pierwszym cechmistrzem cechu tkackiego został wybrany Jerzy Jeżowicz, zastępcą Jan Cyhan z Białej. W połowie XVIII w. w Jabłonkowie pracowało 50 warsztatów tkackich, produkujących przede wszystkim grube, niebielone płótno przeznaczone na wywóz do Polski i na Węgry. Istniał „blejch”, na którym bielono płótno oraz farbiarnia. W 1770 r. miasto liczyło już blisko 2 tys. mieszkańców, a na początku XIX w. blisko 600 z nich zajmowało się tkactwem. Upadek jabłonkowskiego tkactwa nastąpił pod koniec XIX wieku, gdy praca ręczna została ostatecznie wyparta przez produkcję fabryczną.

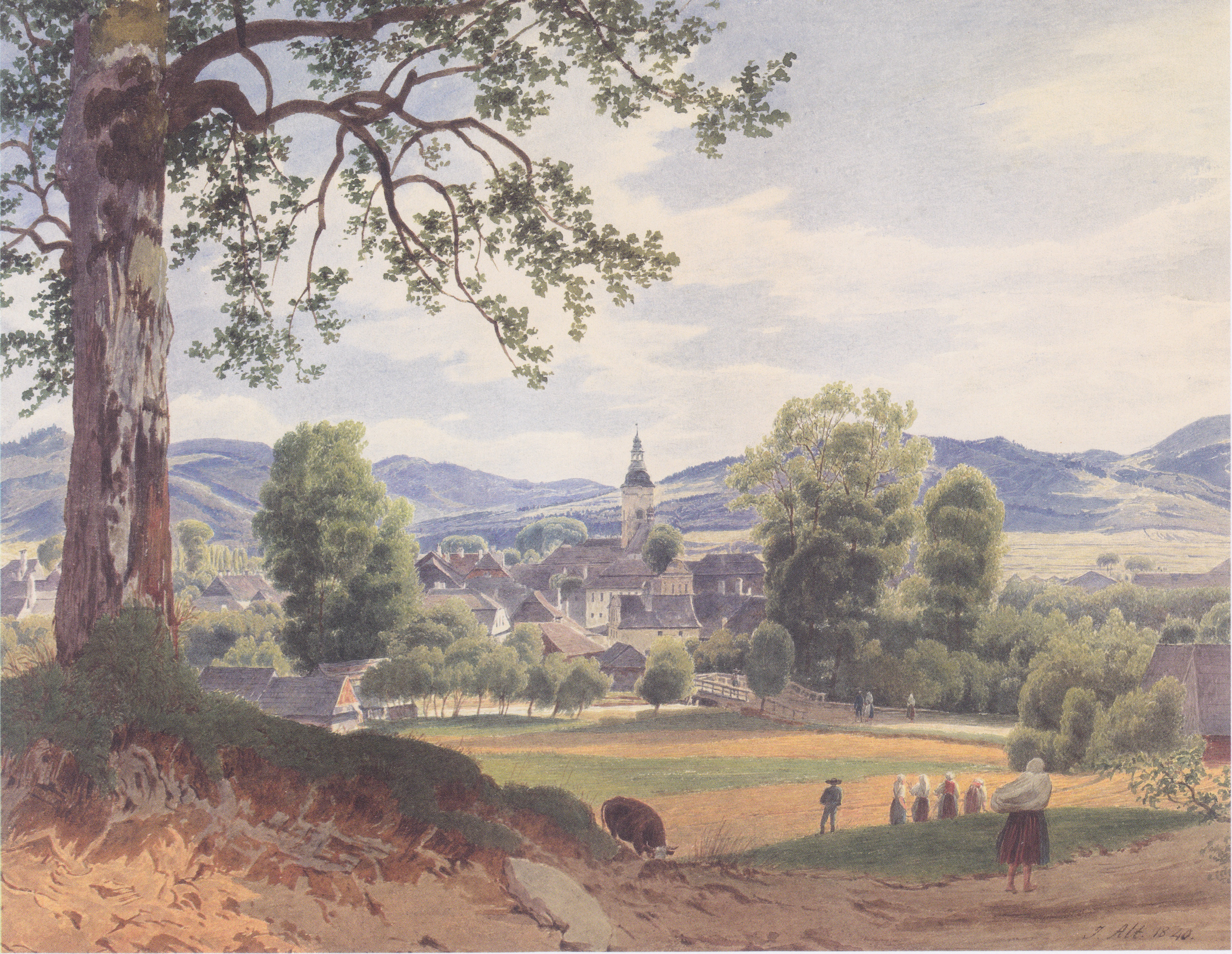
Jabłonków w 1840 roku na obrazie Jakoba Alta

Poza tkactwem, w Jabłonkowie rozwijało się także sukiennictwo i garncarstwo. To drugie było po tkactwie najbardziej rozpowszechnionym rzemiosłem w mieście. Najstarszym znanym garncarzem był Walenty Orlik, o którym wiadomo, że żył w Jabłonkowie w 1577 roku. Dwie najbardziej znane rodziny zajmujące się tym rzemiosłem to rodziny Kopeckich oraz Tacinów. Wyroby garncarzy jabłonkowskich miały czerwony kolor i tym różniły się od innych z regionu. Glinę garncarską wydobywano wpierw ze wzgórza Antóniczek, a gdy w 1928 roku stanął tam nowy klasztor Elżbietanek, zaczęto czerpać ją z Lyskiego i Bukowca.
W I połowie XIX w. wielu jabłonkowian trudniło się też wyrobem saletry potasowej do produkcji prochu (w miejscowej gwarze: sanytru). Miejscowi sanytrorze działali głównie na ówczesnych Górnych Węgrzech (dzisiejsza Słowacja). W XIX w. Jabłonków był również ośrodkiem wyrobu „hoczków” i ozdobnych łańcuszków – „orpantów” do żeńskiego stroju cieszyńskiego (tzw. wałaskiego). Przez cały ten czas jabłonkowianie byli jednocześnie rolnikami, hodowali zwłaszcza dużo bydła rogatego. Ich szopy i stodoły stały naprzeciw miasta, na prawym brzegu Olzy – tam, gdzie teraz znajduje się dworzec autobusowy ČAD. O pastwiska, leżące powyżej miasta, toczyli ciągłe spory z mieszkańcami Mostów. W latach 20. XIX wieku rozpoczęto intensywną eksploatację dziewiczych lasów w dolinie Łomnej. Ścięte drewno spławiano Olzą, którą docierało ono do nowo powstałej huty w Trzyńcu. Około 1810 roku w Jabłonkowie-Szygle powstała przędzalnia lnu, która po kilkukrotnych zmianach właścicieli przekształciła się w zakład produkcji guzików (niem. Knopffabrik), zatrudniający kobiety z pobliskich wsi (w 1922 r. przeniesiony został do Bilowca).

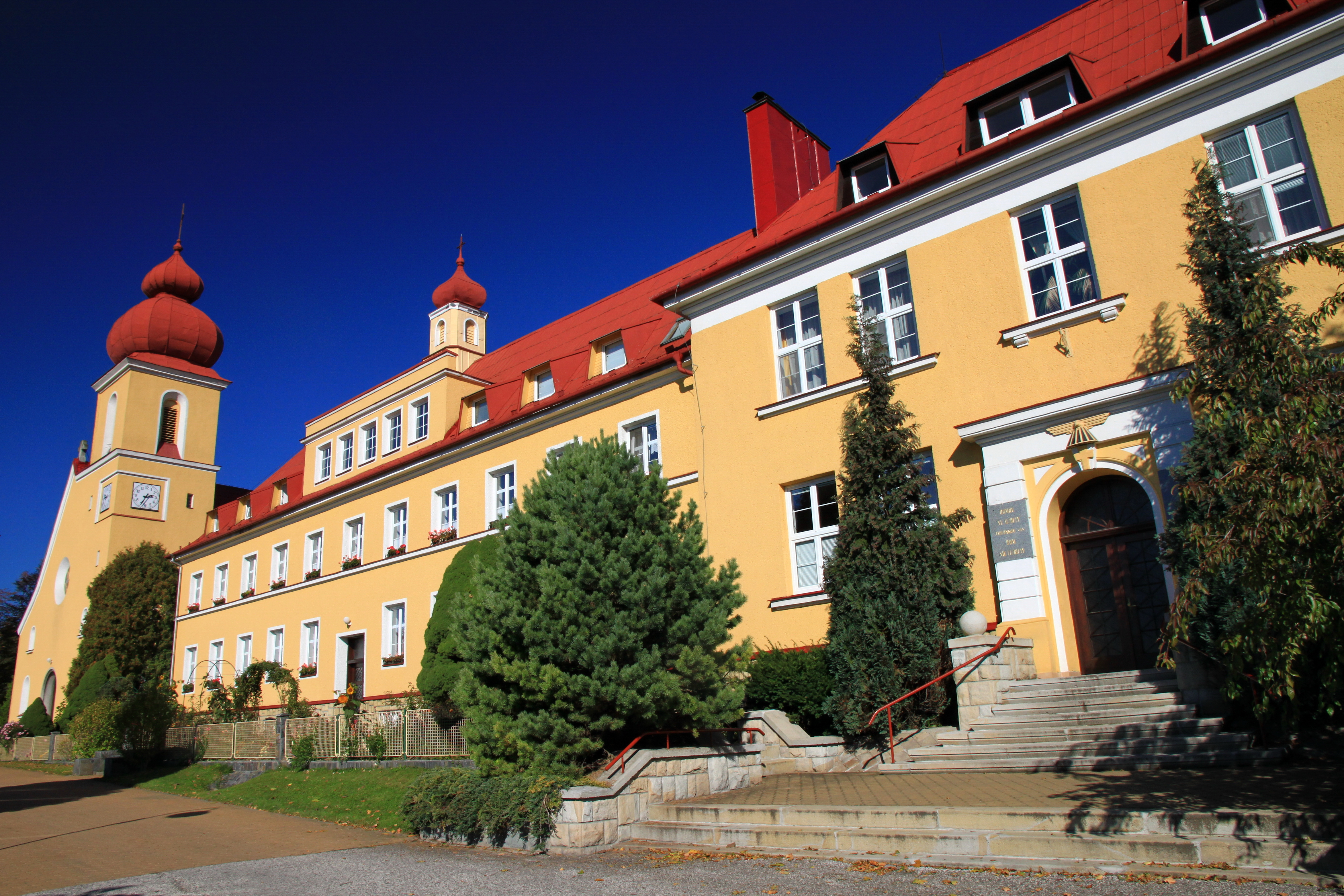
Klasztor sióstr elżbietanek

W 1851 roku wyświęcono szpital miejski, a w 1861 także klasztor (tzw. stary) sióstr Elżbietanek. W 1871 roku Jabłonków miał uzyskać połączenie kolejowe w ramach Kolei Koszycko-Bogumińskiej. Stację usytuowano jednak ok. 1,5 km od centrum miasta, już na terenie pobliskiego Nawsia, bowiem rajcy jabłonkowscy obawiali się, że przejeżdżające pociągi, strzelając iskrami, będą powodowały pożary lub straszyły zwierzęta gospodarskie, co mogłoby doprowadzić do upadku jarmarków miejskich, którymi Jabłonków szczycił się od XVII wieku. Skutki tej decyzji mieszkańcy Jabłonkowa odczuli bardzo dotkliwie, bowiem brak stacji kolejowej utrudnił miastu utrzymanie swojej pozycji w życiu gospodarczym regionu.

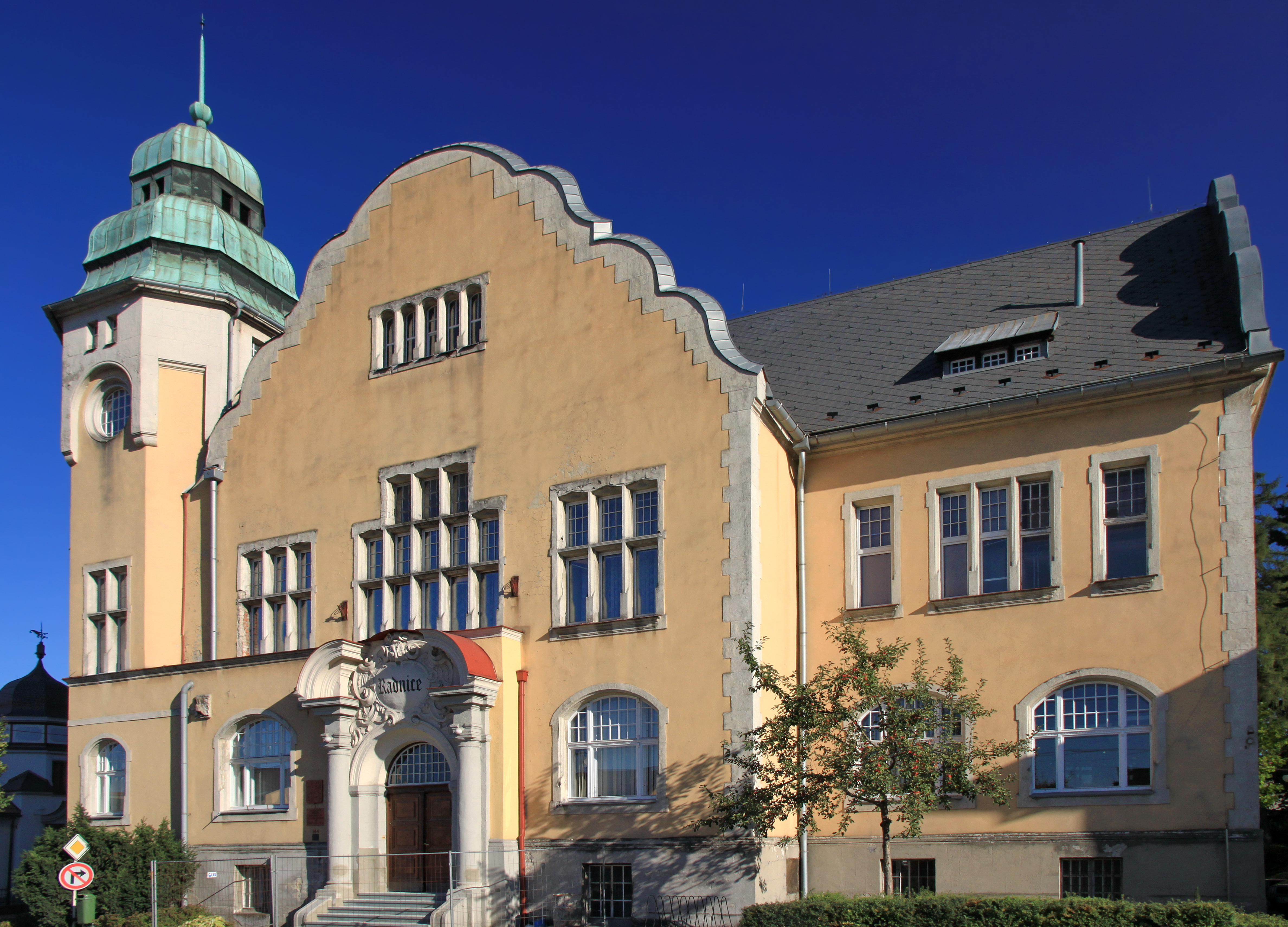
Urząd Miasta w Jabłonkowie

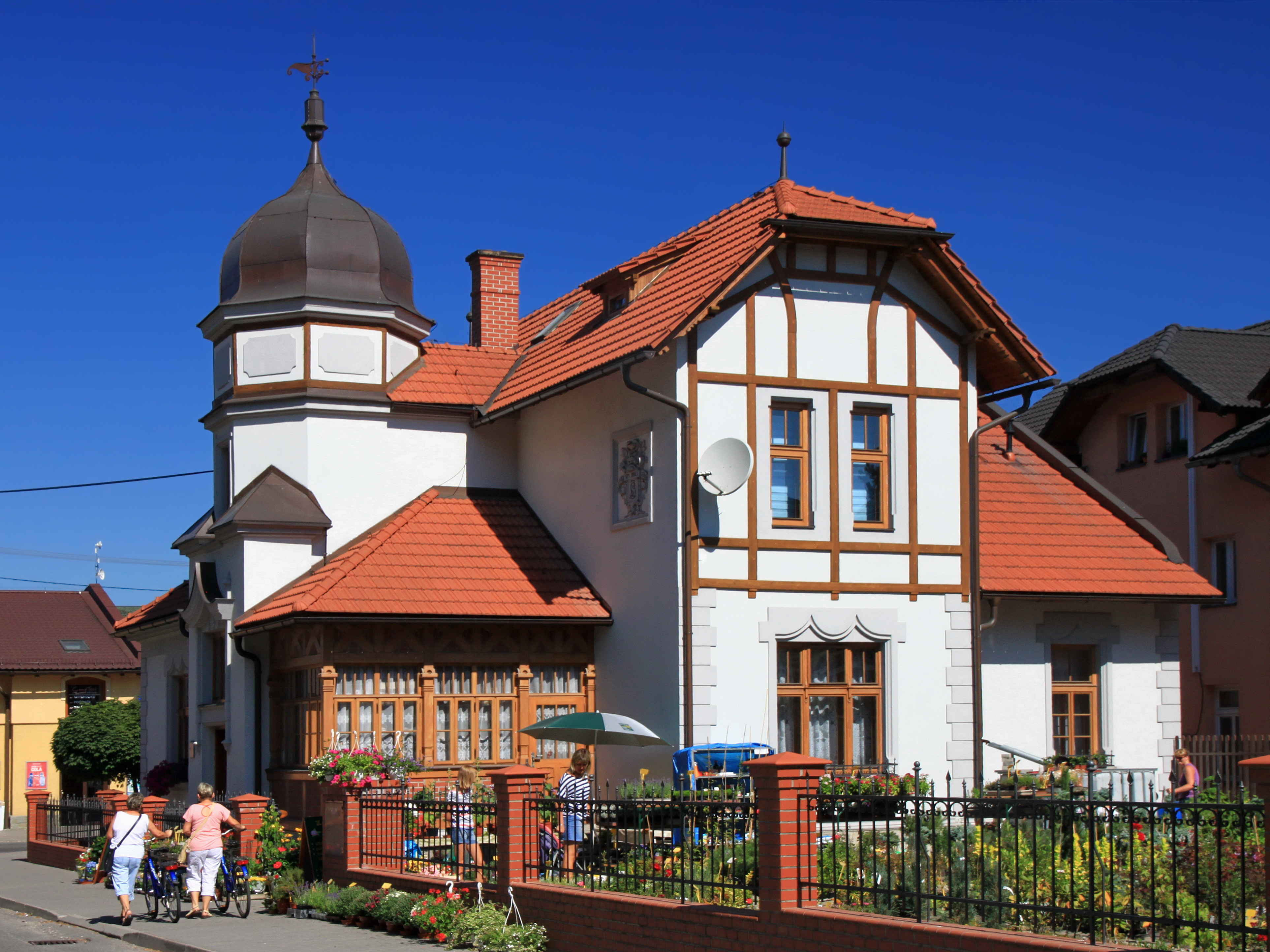
Willa Lorenczuków – Archiwum Wojskowej Historii Śląska Cieszyńskiego

W 1880 roku Jabłonków liczył 3289 mieszkańców, z czego 89% stanowili Polacy. W 1890 roku w mieście wybuchł 3-dniowy pożar, który strawił dużą część miasta, w tym szereg charakterystycznych drewnianych domów podcieniowych w otoczeniu Rynku. Dopiero po tym wydarzeniu zaczęto stawiać murowane budynki, a centrum miasta zaczęło uzyskiwać dzisiejszy wygląd. W 1895 roku powstało w mieście targowisko (pomiędzy dzisiejszym budynkiem domu kultury a cmentarzem), do którego przeniesiono z Rynku odbywające się co wtorek targi.
W 1905 roku miasto wzbogaciło się o nowy budynek obecnego ratusza, a w 1911 roku także o budynek sądu oraz więzienia. Wybudowano także nowy most nad Olzą. W owym czasie miasto było naturalnym centrum administracyjnym i handlowym dla mieszkańców wsi położonych w górze doliny Olzy, w tym także dla tzw. dziś Beskidzkiej Trójwsi: Istebna-Koniaków-Jaworzynka, położonej dziś po stronie polskiej. Do 1932 roku droga biegnąca z tych wsi do Jabłonkowa była jedyną łączącą je z resztą Śląska Cieszyńskiego. Według spisu z 1910 r. Jabłonków liczył 3816 mieszkańców, z tego 3221 (84,4%) mówiących po polsku, 538 (14,1%) po niemiecku, a 57 (1,5%) po czesku. Pod koniec 1914 roku Józef Piłsudski wraz z Legionami Polskimi odwiedził Jabłonków, gdzie mieszkał przez krótki czas w willi Lorenczuków (tablica pamiątkowa).
Po podziale Księstwa Cieszyńskiego w 1920 roku Jabłonków znalazł się w granicach Czechosłowacji, mimo iż miasto w zdecydowanej większości zamieszkiwała ludność polska. W 1921 r. miasto liczyło 3620 mieszkańców, w tym 2278 (62,9%) Polaków, 883 (24,4%) Czechów, 412 (11,4%) Niemców i 47 (1,3%) mieszkańców innych narodowości, głównie Żydów i Słowaków.
W lipcu 1933 roku na stacji kolejowej w Jabłonkowie miała miejsce katastrofa kolejowa spowodowana zderzeniem się pociągu pasażerskiego z manewrującą lokomotywą. Rany odniosło 30 osób w tym 5 było ciężko rannych.
W październiku 1938 roku Jabłonków wraz z resztą Zaolzia zajęły wojska polskie, a miasto zostało włączone do utworzonego powiatu cieszyńskiego zachodniego. 1 września 1939 roku Jabłonków był jednym z pierwszych miast zaatakowanych przez wojska niemieckie; sztab generalny w Warszawie już o godz. 5:45 otrzymał meldunek o napaści. Po zajęciu Polski we wrześniu 1939 r. przez wojska niemieckie, miasto znalazło się w granicach III Rzeszy i zostało włączone do okręgu cieszyńskiego (niem. Landkreis Teschen). 2 maja 1945 roku Jabłonków został zajęty przez Armię Czerwoną. Po 1945 roku miasto ponownie włączono do Czechosłowacji. Jabłonków rozwinął się jako miejscowość turystyczna oraz ośrodek przemysłu drzewnego. Decyzją władz czechosłowackich do Jabłonkowa z czasem dołączano okoliczne wsie: w latach 1960–1994 dzielnicą Jabłonkowa było Nawsie, w latach 1975–1990 bardziej oddalone miejscowości Łomna Górna i Dolna, Boconowice, Piosek i Bukowiec, zaś w latach 1980–1990 – Gródek. Po referendum w 2000 roku, jako ostatnia od Jabłonkowa odłączyła się Pioseczna. Po podziale Czechosłowacji w 1993 roku, Jabłonków znalazł się w pobliżu nowej czesko-słowackiej granicy (przejście w Mostach koło Jabłonkowa). Stał się też najdalej na wschód wysuniętym miastem w Czechach.

## Dziś

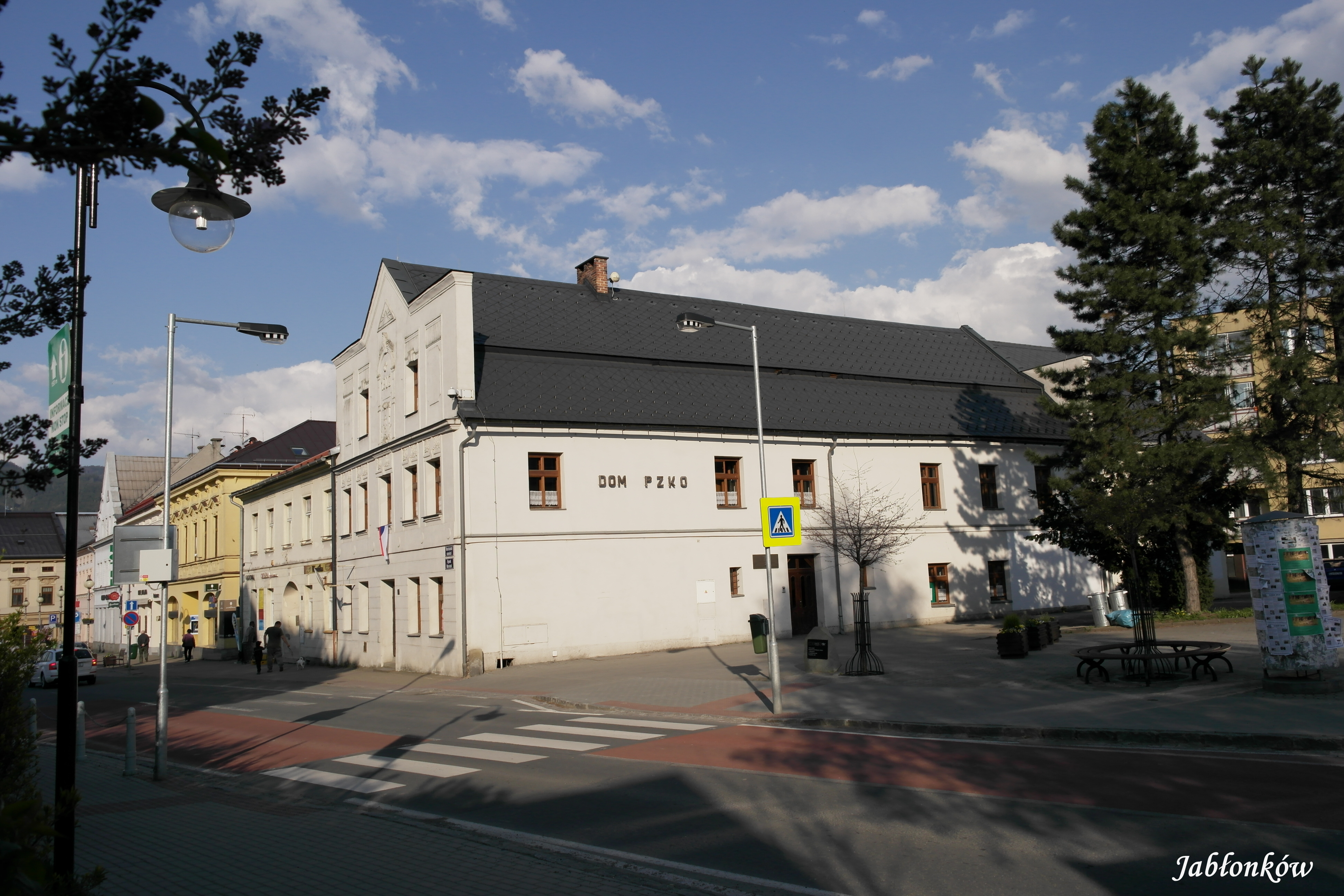
Dom PZKO

Jabłonków pozostał prężnym ośrodkiem mniejszości polskiej w Czechach – w spisie powszechnym z 1991 r. 24,5% mieszkańców przyznawało się do narodowości polskiej. Jednak w kolejnym spisie powszechnym z 2001 roku było to już 20,7% mieszkańców (1228 osoby spośród 5934 mieszkańców miasta). Jabłonków jest też znanym ośrodkiem kultury górali beskidzkich. W samym mieście znajdowała się enklawa góralskiej grupy etnicznej: Jacków jabłonkowskich, czyli góralskiej szlachty mieszczańskiej, która zamieszkiwała tylko to miasto, a od reszty górali śląskich odróżniali się strojem przypominającym węgierski strój ludowy oraz gwarą, tzw. jabłonkowaniem, czyli miękką wymową sz i cz. Od 1947 roku w Lasku Miejskim w Jabłonkowie organizowane jest „Gorolski Święto” – najstarsza i najważniejsza impreza kulturalna na tzw. Zaolziu, połączona z Tygodniem Kultury Beskidzkiej, organizowana przez PZKO (Polski Związek Kulturalno-Oświatowy).
W pobliżu miasta biegnie obwodnica w ciągu drogi krajowej nr 11 (fragment europejskiej trasy E75 Norwegia-Grecja). Jabłonków z Polską ma połączenie przez dawne przejście graniczne Bukowiec-Jasnowice w Bukowcu, ze Słowacją zaś – w Mostach koło Jabłonkowa.
W mieście rozwinął się przemysł drzewny oraz włókienniczy.

## Ludność
Według czeskiego spisu z 2001 roku w Jabłonkowie mieszkało 5934 osób, z czego 4374 (73,7%) było narodowości czeskiej, 1228 (20,7%) polskiej, 121 (2%) słowackiej, 91 (1,5%) śląskiej, 31 (0,5%) morawskiej. Osób wierzących było 4804 (80,9% populacji), z czego 3946 wiernych Kościoła katolickiego, 50 Świadków Jehowy, 30 wiernych Ewangelickiego Kościoła Czeskobraterskiego oraz 9 wiernych Czechosłowackiego Kościoła Husyckiego.

## Zabytki
Obiektami zabytkowymi w mieście są:

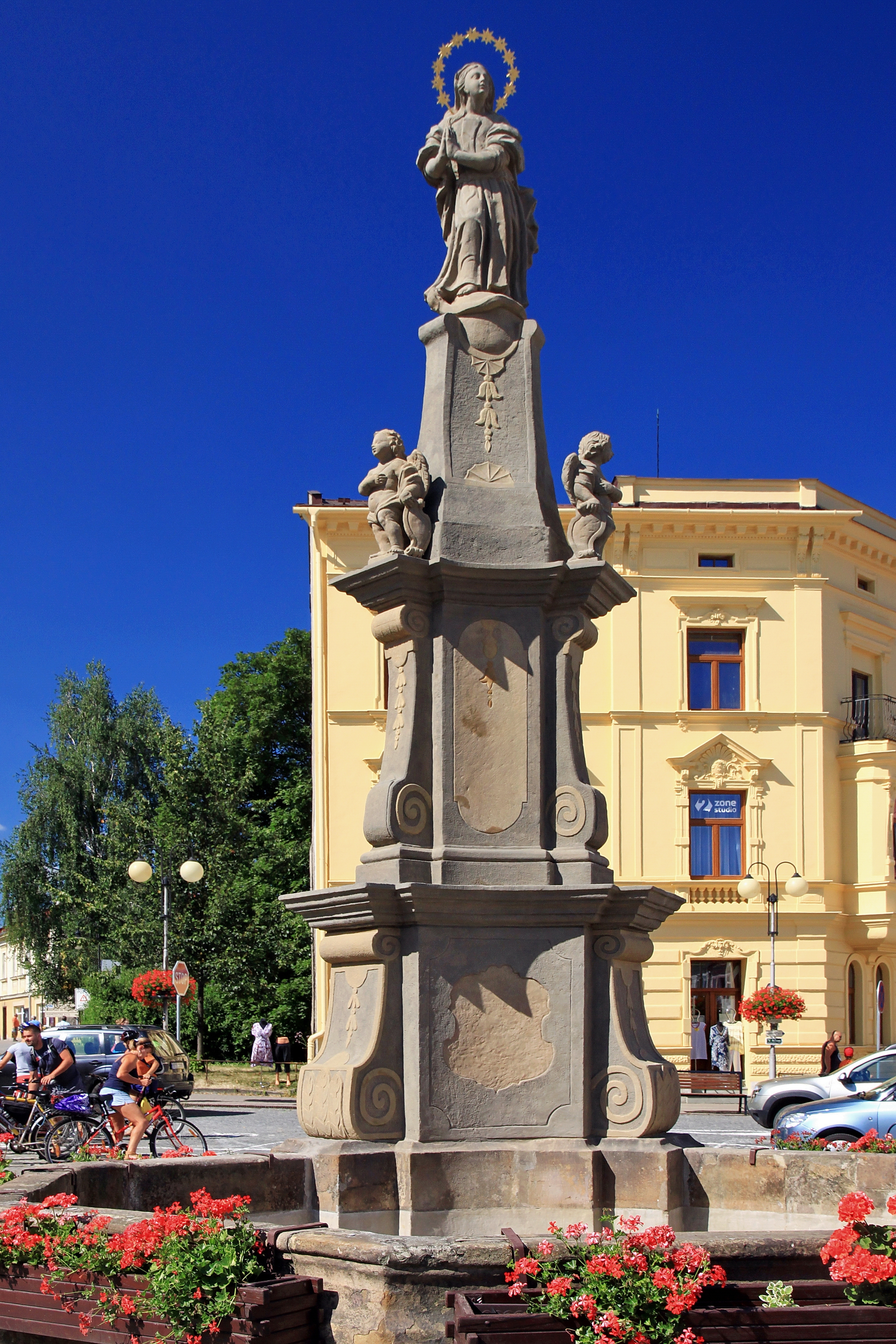
Fontanna z posągiem Immaculaty

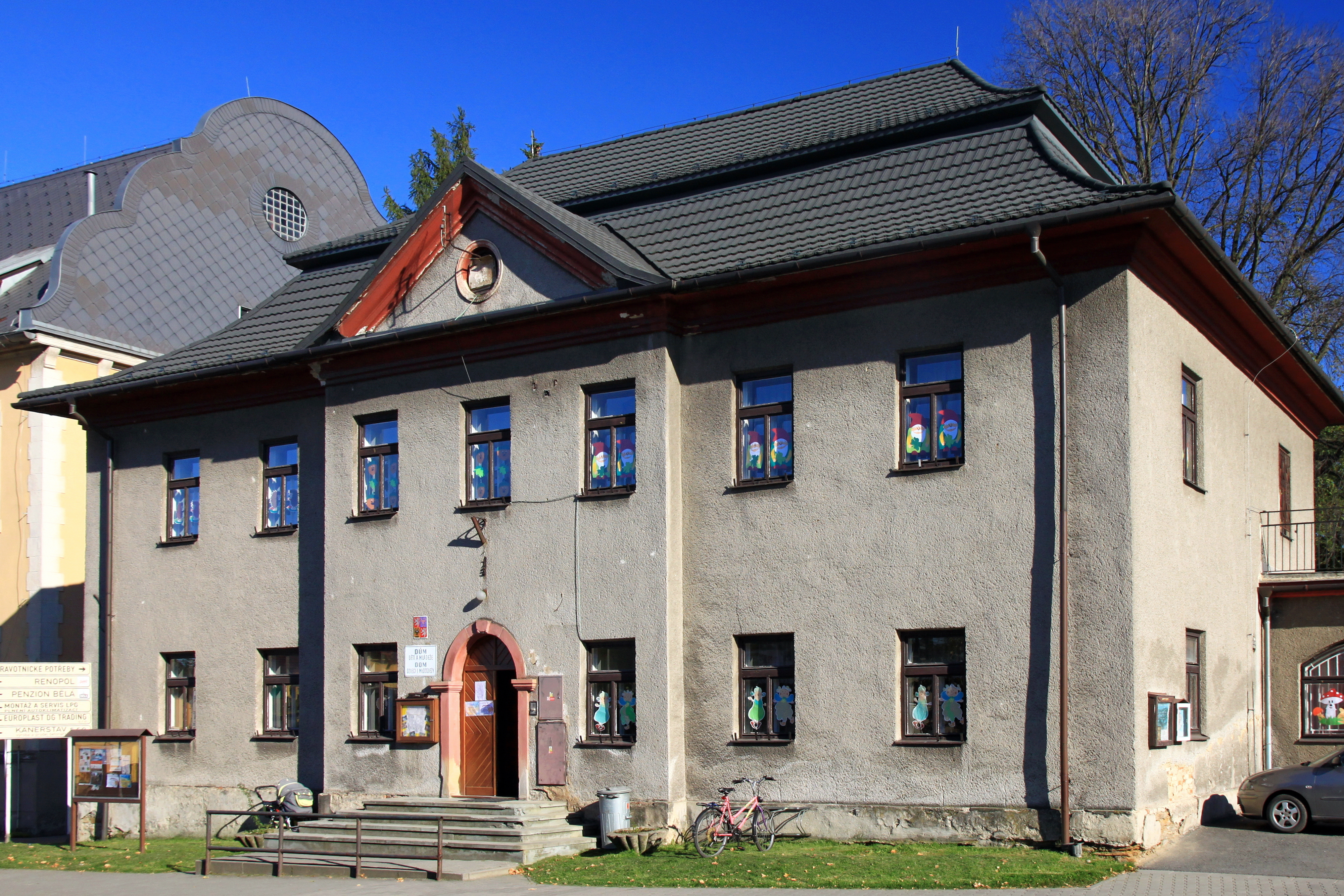
Budynek starego ratusza, obecnie Dom dzieci i młodzieży

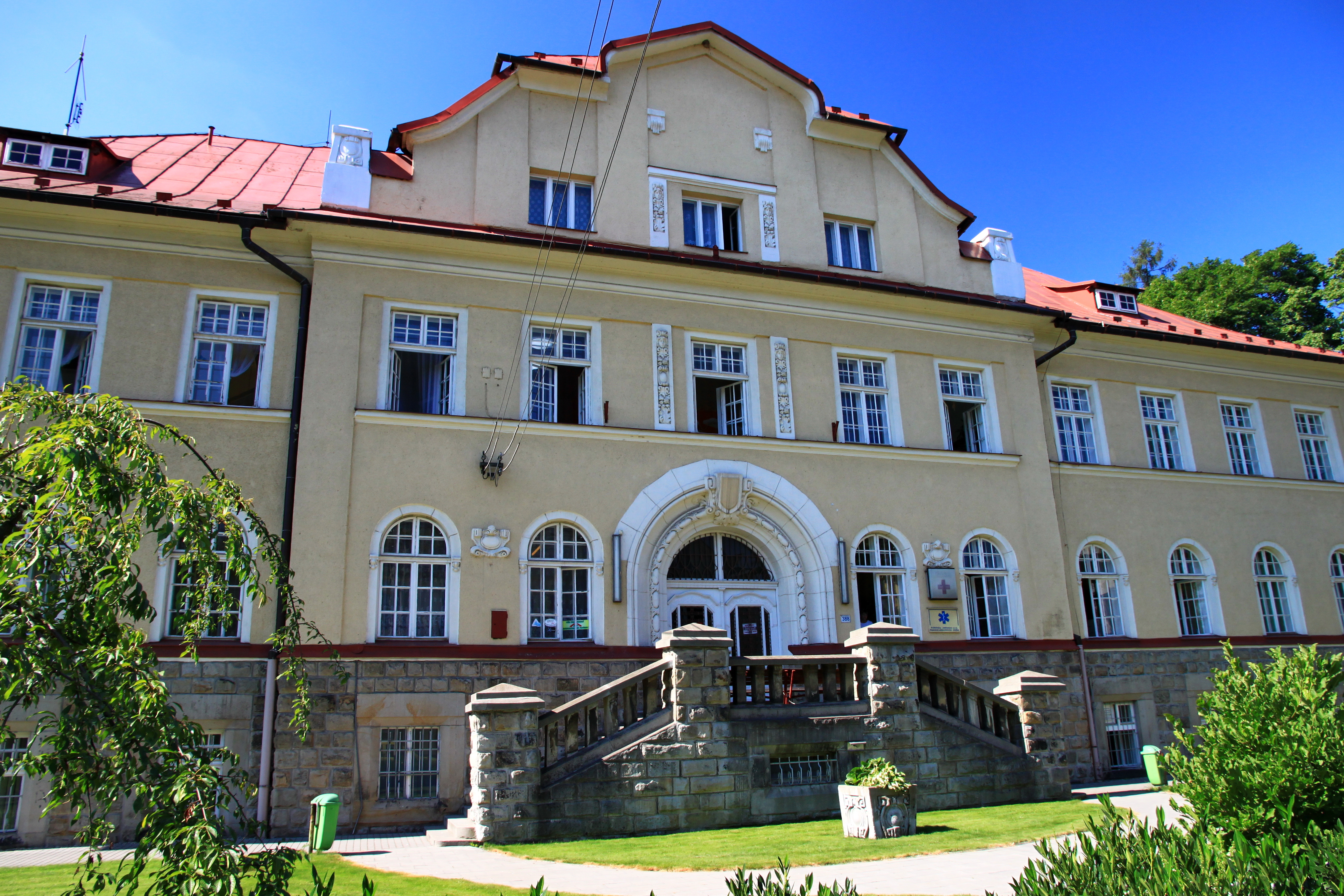
Budynek byłego Sądu Powiatowego

- Kościół parafialny pw. Bożego Ciała – wybudowany w 1620 r. na miejscy poprzedniej drewnianej świątyni.
- kapliczka
- znajdująca się na rynku fontanna z 1798 roku z barokowym posągiem Immaculaty (Matki Boskiej Niepokalanej) z 1655 roku, ozdobionym ornamentami roślinnymi i trzema aniołami. Jest to tzw. kolumna maryjna, powstała podobnie jak w wielu innych miejscach Monarchii Habsburskiej, aby uchronić się przed skutkami epidemii cholery, które nękały miasto. Fontanna z ośmiokątnym zbiornikiem początkowo stała osobno, dopiero podczas II wojny światowej została przysunięta do słupa z figurą Immaculaty.
- domy na rynku (nr: 8, 14, 18, 19) – zbudowane po 3-dniowym pożarze z 1890 roku, który strawił poprzednio istniejące drewniane domy podcieniowe. W domu nr 18, zbudowanym pod koniec XVIII w. a przebudowanym w 1906 roku, swoją siedzibę ma PZKO (Polski Związek Kulturalno-Oświatowy)[12].
- dom nr 43 na ul. Nádražní – dawny dom Izydora Kopeckiego (1878–1952), który w 1910 r. otworzył w nim warsztat kaflarski oraz sklep z wyrobami garncarskimi. Po wojnie wyburzono piec i zlikwidowano warsztat kaflarski. Obecnie mieści się tu gospoda[23].
- klasztor i kościół Sióstr Elżbietanek – tzw. nowy klasztor wybudowany w 1928 r. na wzgórzu „Antóniczek”, przeniesiony z dawnego miejsca leżącego na tzw. „Kałuży” na lewym brzegu Olzy, na wschód od kościoła.
- Urząd Miasta – budynek zbudowany w 1905 r. w stylu secesyjnym, jako zajazd i gospoda „U Rozynberga”, później mieściła się tu Jabłonkowska Kasa Oszczędności. Na elewacji znajduje się tablica pamiątkowa poświęcona prezydentowi T.G. Masarykowi, uroczyście poświęcona w 1935 roku.
- dom nr 150 na ul. Plk. Velebnovského – tzw. Dom Książęcy, zbudowany w XVI wieku. Mieszkała w nim księżna Katarzyna Sydonia, a w trakcie wojny trzydziestoletniej księżna Elżbieta Lukrecja – ostatnia z rodu Piastów śląskich władająca Księstwem Cieszyńskim. Na parterze domu zachowały się historyczne sklepienia.
- dom nr 474 – Willa żydowskiego adwokata dr Emila Fischgrunda, zbudowana w latach 30. XX wieku w stylu funkcjonalnym. W trakcie II wojny światowej Emil wraz z córką Lisellot zginęli, właścicielem domu została żona adwokata, Olga. Od 1945 r. do końca lat 80. XX w. mieściło się tu polskie przedszkole. Obecnie znajduje się tu przychodnia lekarska.
- sanatorium przeciwgruźlicze – położone na południowy zachód od centrum miasta, u zbiegu Łomnianki i Osetnicy[24]. Jest to drugie po gimnazjum w Czeskim Cieszynie najważniejsze dzieło czechosłowackiego funkcjonalizmu. Wybudowane zostało w 1928 roku według projektu praskiego architekta Karla Roštíka, następnie rozbudowane i przebudowane w 1934 roku pod kierunkiem architekta z Brna prof. Miloša Lamla[25]. Sanatorium otoczone jest powstałym w latach 1936–1938 22-hektarowym parkiem zaprojektowanym przez architekta Rulla. Częścią parku jest arboretum z ok. 300 gatunkami i odmianami egzotycznych drzew i innych roślin. W parku znajdują się także posągi autorstwa Vincenca Makovského i pomnik dłuta Jana Třísky, poświęcony 80 straconym członkom stowarzyszenia Humanita[26].

Na rynku, pod numerem 14, funkcjonuje od czerwca 2001 r. filia Muzeum Śląska Cieszyńskiego. Umieszczona jest tu stała ekspozycja poświęcona historii Jabłonkowa i jego okolic. Przedstawiane są tu przedmioty codziennego użytku, narzędzia rzemieślnicze i wyroby miejscowych tkaczy, garncarzy, stolarzy i cieśli. Ukazany jest tu także charakterystyczny dla miasta i okolic strój jabłonkowski.
Poza wymienionymi obiektami zabytkowymi, w Jabłonkowie znajdują się także inne obiekty o znaczeniu historycznym:
- budynek szkoły z 1882 roku, powstały na miejscu poprzedniej drewnianej szkoły, leżący tuż przy kościele parafialnym. Wpierw mieściła się tu szkoła austriacka, następnie od 1918 r. polska Szkoła Ludowa, a od 1974 ma tu swoją siedzibę Szkoła Artystyczna[27].
- dom nr 135 – zbudowany w 1908 roku, którego właścicielem był Szczepan Sikora, rzemieniarz i siodlarz, późniejszy burmistrz Jabłonkowa[28].
- dom nr 137 – tzw. Willa Lorenczuków – zbudowana w 1905 roku w stylu eklektyczno-secesyjnym. Pod koniec 1914 roku mieszkał tu przez krótki czas dowódca I Brygady Legionów Polskich Józef Piłsudski, o czym głosi tablica pamiątkowa na budynku. Od 2008 r. budynek jest siedzibą Archiwum Wojskowej Historii Śląska Cieszyńskiego[25]. Sala wystaw jest podzielona na dwie części; pierwszą tworzy ekspozycja na temat II wojny światowej, w drugiej zaś ukazuje się dokumenty archiwum związane z wojskowością z okresu XX wieku[24].
- dom nr 145, mieszczący się na ul. Dukielskiej tuż obok nowego ratusza – zbudowany w początku XVIII wieku wpierw jako zajazd, potem stary ratusz, a obecnie mieści się tu młodzieżowy dom kultury.
- gmach Szkoły Podstawowej im. Henryka Sienkiewicza zbudowany w 1928 roku – jest to szkoła z polskim językiem nauczania.Polska szkoła

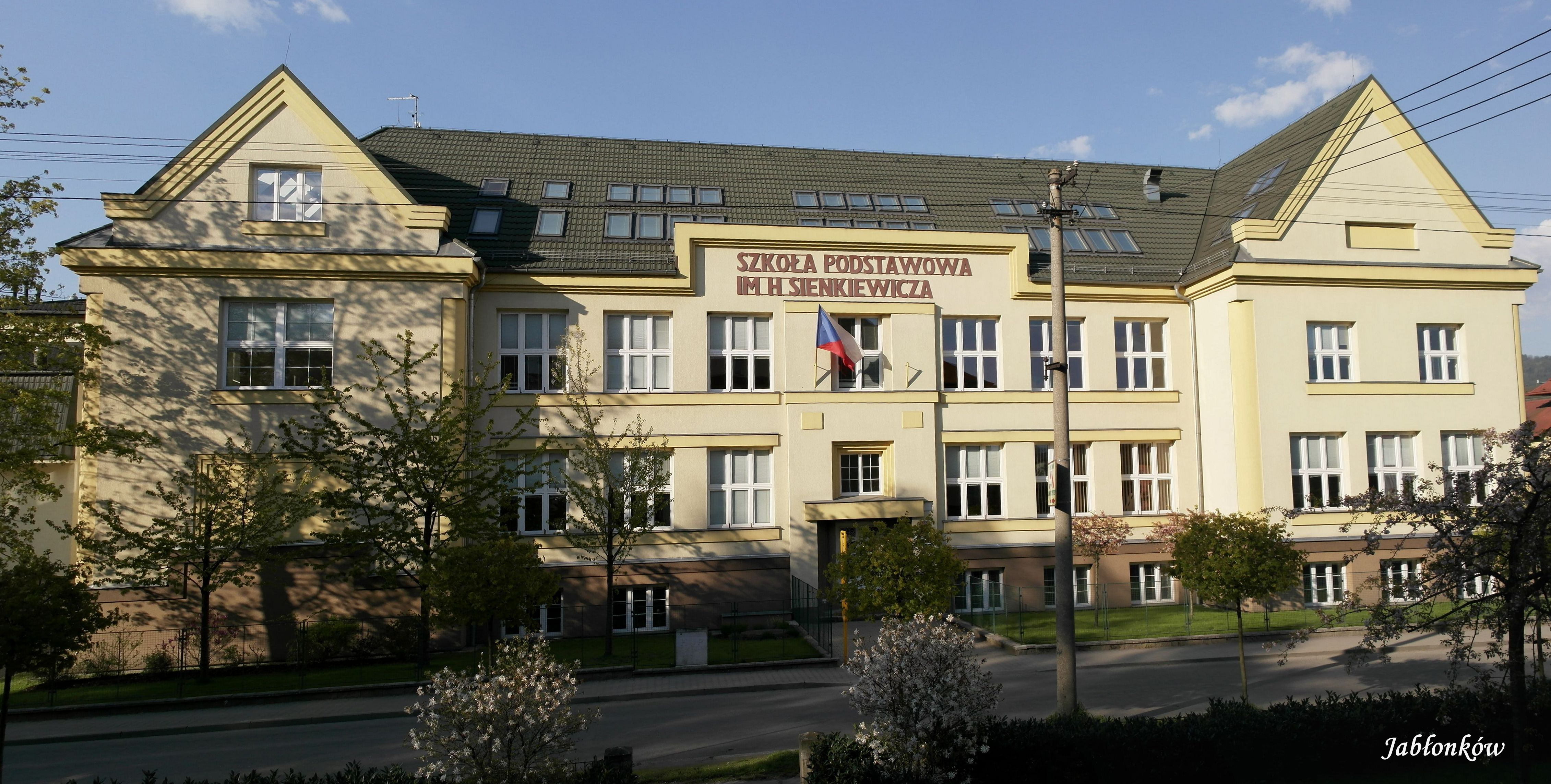
Polska szkoła

- gmach dawnego Sądu Powiatowego zbudowany w 1911 roku. Niegdyś przylegało do niego nieistniejące już więzienie. Gdy w 1949 r. zlikwidowano instytucję Sądów Powiatowych, gmach stał się siedzibą Lasów Państwowych, następnie Szkoły Rolniczej, a obecnie znajduje się tu Poliklinika[29].
- cmentarz parafialny (przy wyjeździe z centrum miasta w kierunku na Mosty). Znajduje się na nim grób pięciu polskich legionistów, zmarłych w latach 1914-1916, z obeliskiem zwieńczonym kamiennym orłem z rozpostartymi skrzydłami. Przy wschodnim krańcu cmentarza pozostałości dawnego cmentarza żydowskiego z końca XIX w.[30]

## Sport
Swoją siedzibę miał tu klub piłkarski Beskid Jabłonków.

## Turystyka

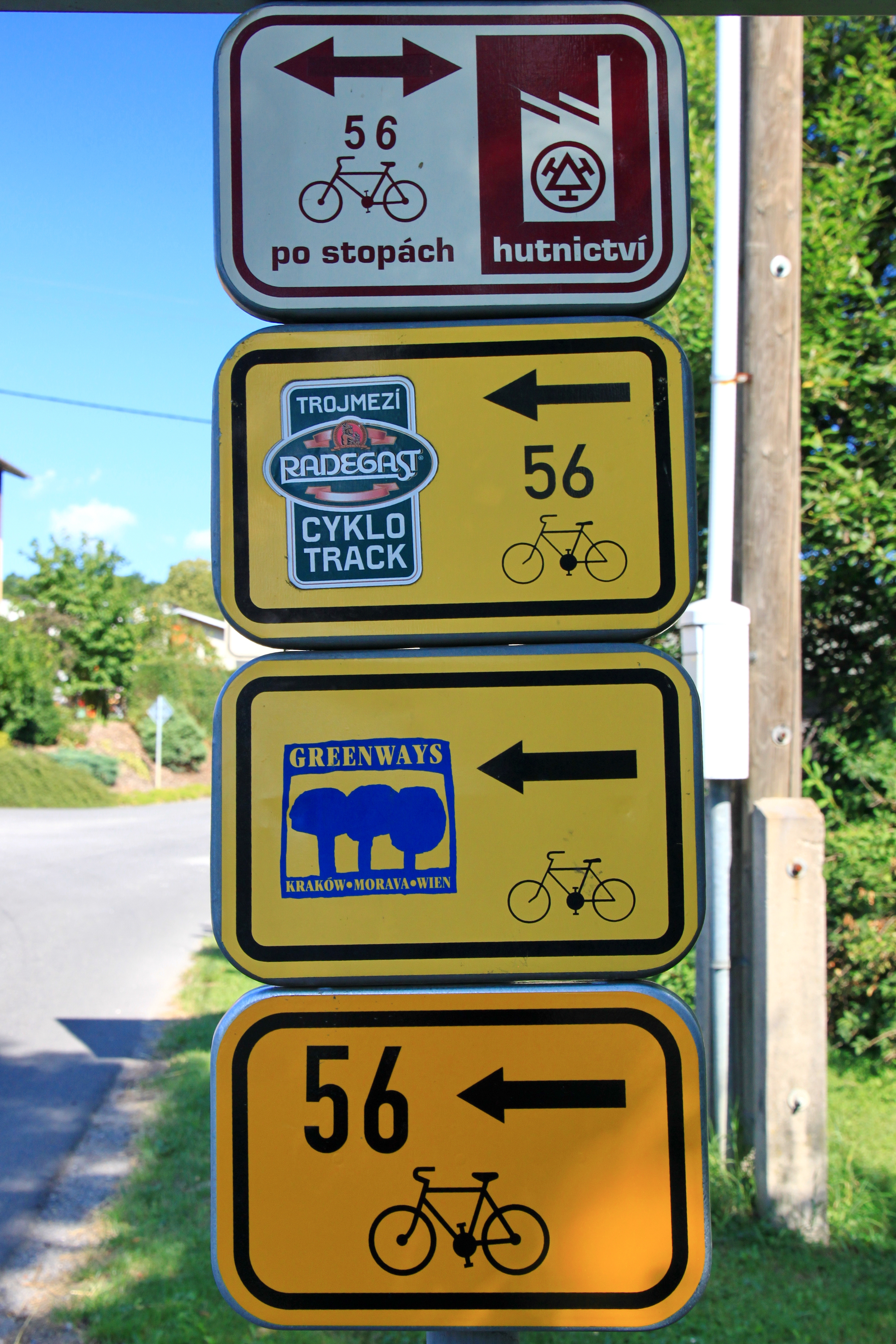
Tablice tras rowerowych w Jabłonkowie

Przez miasto przebiegają następujące trasy rowerowe:
- Międzynarodowy Szlak Rowerowy Greenways Kraków – Morawy – Wiedeń
- Radegast CykloTrack Trojmezí (75 km)
- Cyklotrasa Po stopách hutnictví (58 km)
- trasa nr 56 (89 km), czeska część tzw. Pętli Rowerowej Euroregionu Śląsk Cieszyński
- trasa nr 6080
- trasa nr 6081
- trasa nr 6082

Piesze szlaki turystyczne przebiegające przez Jabłonków:
- Boconowice – Bahenec (8,4 km)
- Návsí (Nawsie) – Velký Stožek (Wielki Stożek) (8,6 km)
- Nawsie – Girowa – Markov (11 km)
- Radvanov – Pod Velkým Stožkem (6,6 km)

W mieście istnieje także ścieżka dydaktyczna „Przyroda Jabłonkowa”. Na tej trasie o długości 8 km znajduje się 10 tablic informacyjnych, przedstawiających historię miasta oraz jego faunę i florę.

## Znane osoby
- Ferdynand Dyrna (1874–1957) – polski pisarz ludowy, dramaturg, aktor, malarz, działacz kultury
- Józef Kopecki (1895–1945) – major piechoty Wojska Polskiego i Armii Krajowej, kawaler Virtuti Militari
- Karol Piegza (1899–1988) – malarz, pisarz, historyk, etnograf, folklorysta, nauczyciel i dyrektor polskiej szkoły w Jabłonkowie. Był jednym z założycieli „Gorolskiego Święta”.
- Adam Sikora (1819–1871) – polski poeta ludowy. Autor „Pieśni o cudownym krzyżu w Górnej Łomnej niedaleko miasteczka Jabłonkowa”. Jego utwory o tematyce religijnej zostały ujęte w zbiorze „Pieśni Nabożne”.
- Alojzy Talare (1892–1966) – malarz-samouk, rzeźbiarz i fotograf. Jego najbardziej znany obraz „W dawnym Jabłonkowie” (rozmiary 160 × 70 cm) znajduje się w ratuszu.
- Antoni Velebnovský (1915–1941) – czeski lotnik, walczący w Brytyjskich Siłach Lotniczych (RAF) w czasie II wojny światowej. Zginął 16 sierpnia 1941 roku podczas bitwy o Anglię.

- Doman Wieluch (1887–1976) – polski inżynier chemik, urzędnik konsularny i sinolog, autor oryginalnego Słownika chińsko-polskiego (...) wydanego w 1936 r.

## Miasta partnerskie
Miastami partnerskimi Jabłonkowa od 1998 roku są:
- Gogolin
- Siemianowice Śląskie